# Departament de Recerca i Universitats de la Generalitat de Catalunya
El Departament de Recerca i Universitats de la Generalitat de Catalunya és l'organisme públic de Catalunya encarregat de la política educativa en l'àmbit universitari i de la recerca. Aquest Departament va ser creat el 26 de maig del 2021 en el marc de la formació del Govern de Pere Aragonès. La consellera de Recerca i Universitats de la Generalitat de Catalunya és el màxim representant del departament.
L'actual consellera de Recerca i Universitats és Núria Montserrat Pulido, des del 12 d'agost del 2024.

## Funcions
Correspon al Departament de Recerca i Universitats aquestes funcions:
- Les universitats.
- La qualitat del sistema universitari.
- Les beques que no siguin competència del Departament d'Educació i Formació Professional.
- El foment de la recerca.
- Qualsevol altra que li atribueixin les lleis i altres disposicions.

## Llista de Consellers
| # | Legislatura | Nom | Nom                      | Inici mandat         | Fi mandat            | Partit polític | Partit polític      |
| - | ----------- | --- | ------------------------ | -------------------- | -------------------- | -------------- | ------------------- |
| 1 | XIII        |     | Gemma Geis i Carreras    | 26 de maig de 2021   | 10 d'octubre de 2022 |                | Junts per Catalunya |
| 2 | XIII        |     | Joaquim Nadal i Farreras | 10 d'octubre de 2022 | 12 d'agost de 2024   |                | Independent         |
| 3 | XV          |     | Núria Montserrat Pulido  | 12 d'agost de 2024   | En el càrrec         |                | Independent         |